# Евсевий Римлянин
Евсевий (умер ок. 357 года) — святой, исповедник Римский. День памяти — 14 августа. Ему посвящена титулярная церковь церковь в Риме: Сант'Эусебио, расположенная в районе Эсквилинa, согласно легенде, на месте его дома, в котором он, осуждённый императором Констанцием II за исповедание арианства, был заперт и обречён на голодную смерть. Упоминается в Римском мартирологе.
Мартиролог Узуарда сообщает, что он проповедовал в Риме во времена арианского императора Констанция и был похоронен на кладбище Каллиста. Более поздние мартирологи называют его мучеником. Также сообщается, что он был из патрициев.